# Syndocosia atoma
Syndocosia atoma är en tvåvingeart som beskrevs av Loïc Matile 1976. Syndocosia atoma ingår i släktet Syndocosia och familjen svampmyggor.
Artens utbredningsområde är Centralafrikanska republiken. Inga underarter finns listade i Catalogue of Life.